# 3e brigade de spahis
Pour les articles homonymes, voir Brigade de spahis.
La 3e brigade de spahis (3e BS) est une unité de cavalerie de l'armée française. Créée au début de la Seconde Guerre mondiale en Afrique française du Nord, elle regroupe le 2e régiment de spahis algériens et le 2e régiment de spahis marocains. Elle combat pendant la bataille de France où elle est capturée dans les derniers jours.

## Historique

### Drôle de guerre

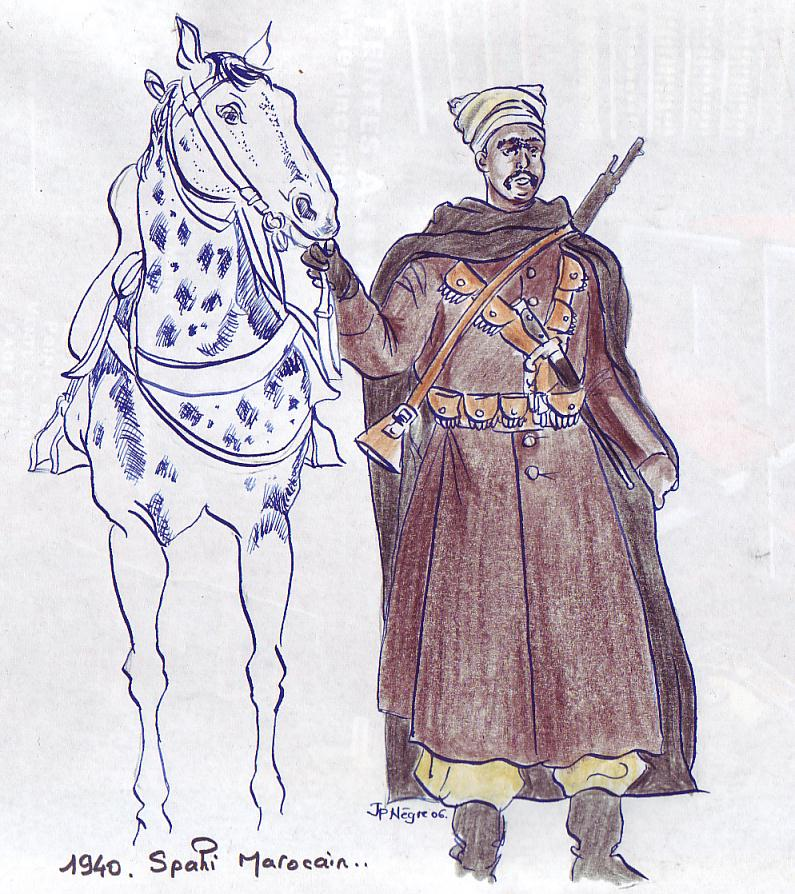
Un spahi du 2e RSM en 1940.

La 3e brigade de spahis est créée à Mascara peu après la mobilisation de septembre 1939, avec le 2e RSA regroupé à Tlemcen et le 2e RSM regroupé à Marrakech.
Fin octobre 1939, la brigade embarque à Oran pour débarquer à Marseille. Elle rejoint en novembre la zone de Rethel puis Signy-l’Abbaye. En décembre, elle part pour la région de Givet. À la fin de l'hiver, elle s'installe dans la région de Mézières, rattachée à la 9e armée. 

### Manœuvre en Belgique
Dès l'attaque allemande contre la Belgique neutre le 10 mai 1940, la cavalerie française entre dans l'Ardenne belge pour couvrir le flanc de la manœuvre Dyle. La brigade assure la jonction entre la 5e division légère de cavalerie de la 2e armée et la 1re DLC de la 9e armée.
Le XIXe corps allemand chasse le 2e RSM de Mouzaive et s'empare d'une passerelle sur le Semois.

### Combats dans les Ardennes françaises
Le 13 mai, la brigade détache un escadron et quatre canons de 25 pour défendre Mézières. Le 14 mai, la 3e BS est regroupée avec la 5e et la 1re DLC pour essayer en vain de s'opposer aux Allemands, déplorant 14 tués dans un aller-retour vers Vendresse.

### Réorganisation et reprise du combat
La majeure partie de la brigade parvient à se replier à l'ouest de Reims jusqu'au 20 mai. Le 28, il est décidé que la brigade peut continuer le combat mais elle ne reçoit quasiment aucun renfort pour combler ses pertes.
Le 7 juin 1940, la 3e BS rejoint l'Aisne près d'Autry. Elle est rattachée au groupement de cavalerie du général Gailliard (sl).
La brigade se rend sur ordre le 23 juin près d'Étreval.

## Équipement

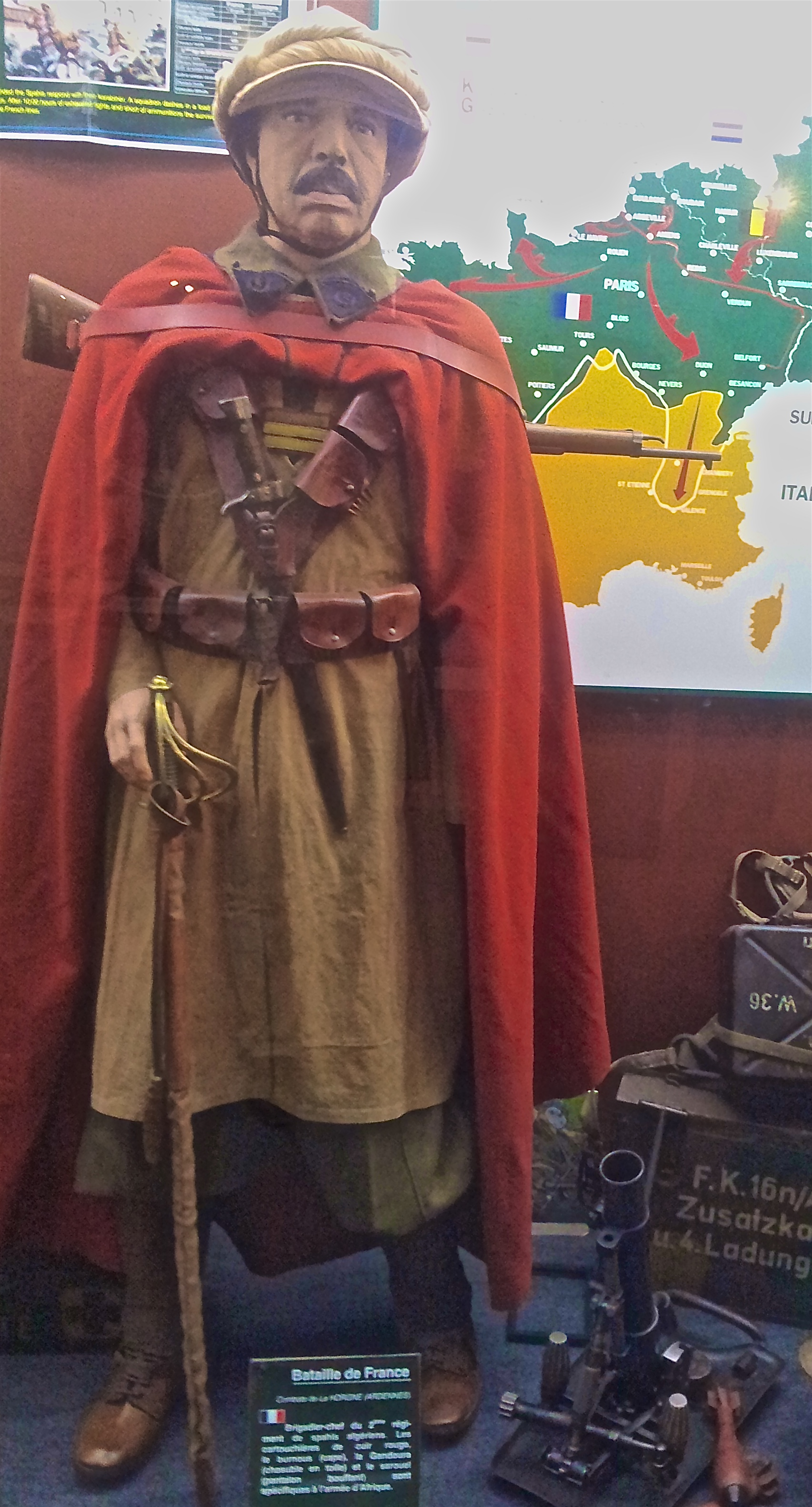
Uniforme du 2e RSA en mai 1940.

La 3e BS est une brigade organisée sur le type outre-mer. Son armement est moins moderne que celui des autres brigades de spahis, notamment les cavaliers sont équipés du vieux mousqueton Berthier modèle 1892. La logistique est encore assurée par un train muletier et non motorisé, tandis que la traction des canons antichars de 25 mm est toujours hippomobile.
En mai 1940, l'armement lourd est de 64 fusils-mitrailleurs modèle 1924/29, huit mortiers de 60 mm modèle 1935, 16 mitrailleuses Hotchkiss modèle 1914, huit canons antichars de 25 et deux canons de 37 mm. Lorsque la brigade est réorganisée en juin 1940, elle compte 48 FM 24/29, deux mortiers de 60, 11 mitrailleuses Hotchkiss, un canon de 37 et aucun canon antichar.

## Effectifs
Les spahis marocains sont des volontaires en service long, tandis que les spahis du 2e RSA sont en partie des réservistes appelés pour la guerre et moins expérimentés. La drôle de guerre permet leur mise à niveau avant l'attaque allemande.

## Commandement
- De novembre 1939 à mars 1940 : général Denis Clouët des Pesruches[17]
- De mars au 15 mai 1940 : colonel Olivier Marc[18]
- Du 16 mai au 8 juin 1940 : chef d'escadrons René Robert[18]
- Du 9 au 13 juin 1940 : lieutenant-colonel Yves Le Maignan de Kerangat[19]
- Du 14 au 23 juin 1940 : colonel Alfred Peillon[17]

## Insigne
L'insigne de la brigade est un hippocampe,.